# Jean Vautrin
Jean Vautrin, egentligen Jean Herman, född 17 maj 1933 i Pagny-sur-Moselle i Meurthe-et-Moselle, död 16 juni 2015 i Gradignan i Gironde, var en fransk filmskapare, författare, manusförfattare och filmkritiker.
Efter att ha studerat litteratur i Auxerre, tog han första pris i en tävling på den franska filmskolan IDEC. Medan han var lektor i fransk litteratur vid universitetet i Bombay blev han assisterande regissör till Roberto Rossellini. Efter att Vautrin återvänt till Frankrike producerade han fem långfilmer.
Vautrin är en författare med ett generöst och uppfinningsrikt språk. Hans tidiga verk var thrillers karakteriserade av ett rikt språk och en varm anda. Hans talang som manusförfattare framträder i hans dialoger och beskrivningar.
Han blev känd för allmänheten 1989 när han fick Goncourtpriset för romanen Un grand pas vers le bon Dieu.
Tillsammans med författaren Dan Franck skapade han 1987 karaktären Boro, en pressfotograf med stort hjärta (”modellen” var sannolikt ingen mindre än krigsfotografen Robert Capa).

### Romaner
- 1973: À bulletins rouges
- 1974: Billy-Ze-Kick
- 1977: Mister Love
- 1977: Typhon gazoline
- 1979: Bloody-Mary – roman omgjord till serie av Jean Teulé 1984
- 1981: Groom
- 1982: Canicule
- 1987: La vie Ripolin
- 1989: Un grand pas vers le bon Dieu, Goncourtpriset
- 1994: Symphonie Grabuge, Populistpriset, romanklassen
- 1997: Le roi des ordures
- 1987: Un monsieur bien mis
- 1998: Le cri du peuple, Louis Guilloux-priset för sin livsgärning och anpassad till serie av Tardi
- 2001: L’homme qui assassinait sa vie
- 2002: Le journal de Louise B.

Quatre Soldats français:
- 2004: Adieu la vie, adieu l’amour (band 1)
- 2004: La Femme au gant rouge (band 2)
- 2009: La grande zigouille (band 3)

### Noveller
- 1983: Patchwork, Deux magots-priset, 1984
- 1986: Baby-boom, Goncourtpriset, novellklassen, 1986
- 1989: Dix-huit tentatives pour devenir un saint
- 1992: Courage chacun
- 2005: Si on s’aimait?
- 2009: Maîtresse Kristal et autres bris de guerre

### Litterära samarbeten
Les Aventures de Boro, fotograferande reporter (med Dan Franck):
- 1987: La Dame de Berlin
- 1990: Le Temps des cerises
- 1994: Les Noces de Guernica
- 1996: Mademoiselle Chat
- 2000: Boro s’en va-t-en guerre
- 2005: Cher Boro
- 2007: La Fête à Boro
- 2009: La Dame de Jérusalem

### Andra texter
- 2009: La vie Badaboum

## Filmografi

### Regiassistent
- India, terre mère
- Paris nous appartient
- Les quatre cavaliers de l’Apocalypse
- Le jour le plus long

### Regissör
- Le dimanche de la vie
- Adieu l’ami
- Jeff

### Manusförfattare
- Flic ou Voyou av Georges Lautner
- Garde à vue av Claude Miller

### Skådespelare
- Le Marginal av Jacques Deray